# Zapi (Cameroun)
Pour les articles homonymes, voir Zapi.
 (juin 2021).
Zapi est un village de l'Est du Cameroun situé dans le département du Haut-Nyong. Il se trouve plus précisément dans la commune de Nguelemendouka et dans le quartier de Nguelemendouka-ville.

## Population
En 2005, le village de Zapi comptait 1 289 habitants dont : 671 hommes et 618 femmes.